# El Progreso Mixe
El Progreso Mixe är en ort i Mexiko.   Den ligger i kommunen Sayula de Alemán och delstaten Veracruz, i den sydöstra delen av landet, 500 km öster om huvudstaden Mexico City. El Progreso Mixe ligger 28 meter över havet och antalet invånare är 470.
Terrängen runt El Progreso Mixe är platt. Runt El Progreso Mixe är det ganska glesbefolkat, med 28 invånare per kvadratkilometer. Närmaste större samhälle är Almagres, 16,6 km nordväst om El Progreso Mixe. Omgivningarna runt El Progreso Mixe är en mosaik av jordbruksmark och naturlig växtlighet.